# Mickey Mousecapade
Mickey Mousecapade (ミッキーマウス 不思議の国の大冒険?, Mickey Mouse: Fushigi no kuni no Daibōken, Mickey Mouse: Avventure nel Paese delle Meraviglie) è un videogioco a piattaforme del 1987 sviluppato da Hudson Soft per Nintendo Entertainment System. Negli Stati Uniti d'America il gioco è stato distribuito da Capcom poiché deteneva i diritti per la pubblicazione dei videogiochi Disney per console Nintendo.

## Modalità di gioco
Il giocatore controlla Topolino e Minni che devono attraversare cinque livelli affrontando alcuni nemici dell'universo Disney. In alcune occasioni Topolino deve trovare una chiave nascosta per liberare Minni.
Il boss finale del gioco è Malefica de La bella addormentata nel bosco. Una volta sconfitta i due protagonisti si riuniranno con Alice.

## Sviluppo
Il videogioco è stato interamente sviluppato da Hudson Soft. Nella versione originale, il titolo fa esplicito riferimento al film Alice nel Paese delle Meraviglie.

## Accoglienza
IGN ha inserito Mickey Mousecapade all'86ª posizione nella sua classifica dei 100 migliori giochi per NES.